# Nevada-tan
 Denne artikel omhandler morderen Nevada-tan. Opslagsordet har også en anden betydning, se Nevada Tan.
Nevada-tan (ネバダたん Nebada-tan) er det navn, som man bruger om den 11 år gammel japanske skolepige, som er anklaget for at myrde sin klassekammerat Satomi Mitarai (御手洗 怜美 Mitarai Satomi).
Mordet skete den 1. juni 2004 i en folkeskole i Sasebo, Nagasaki.
Nevada Tan brugte en hobbykniv til at snitte i sit offers arme, for derefter at skære halsen over på hende. Det er blevet kendt som ”Sasebo Slashing”.
Den unavngivne morder er siden blevet et internet fænomen i form af en tegneseriefigur.
Tegneseriefiguren kom ret hurtig på internettet, efter et billede havde været offentliggjort af den mistænkte morder. På billedet var den unge morder iført en hættesweatshirt med ordene "NEVADA” trykt over brystet.
(”tan” er en variation på japansk chan, en børneærbødighedsfrase, mens fans af University of Nevada og deres sportsteam går ellers med sweateren).
Hendes rigtige navn er ikke frigivet, da japansk lov forbyder identificering af mindreårige forbrydere. Hun bliver omtalt som ”Pige A” i de officielle japanske retslige dokumenter. Alligevel har der været rygter om hendes navn siden mordet – blandt andet på de japanske sider: ”internet community” og ”2channel”. Rygterne blev delvis understøttet af en analyse af billedet der blev vist på japansk TV. Fuji Television har muligvis uforsvarende også gjort dette.

## Sasebo Slashing
Den 11 år gamle skolepige myrdede sin 12 år gamle klassekammerat Satomi Mitarai i et tomt klasseværelse i frokostpausen på Okubo Elementary School (folkeskole) i Sasebo.
”Pige A” efterlod Mitarais lig på mordstedet og gik tilbage til sit eget klasseværelse med tøjet smurt ind i blod. Pigens lærer, som havde lagt mærke til at begge piger manglede, fandt liget og tilkaldte politiet.
Efter at være blevet taget i varetægt skulle ”Pige A” have tilstået forbrydelsen og have sagt til politiet ”jeg har gjort en slem ting” og ”jeg er ked af det, jeg er ked af det”, skønt hun til at begynde med ikke kunne give et motiv til drabet.
Kort tid efter tilstod ”Pige A” at hun og Mitarai var blevet uvenner over nogle beskeder skrevet på internettet.
Den 15. september 2004 besluttede den japanske familieret at anbringe ”Pige A” på en institution. På grund af den alvorlige forbrydelse blev der ikke taget hensyn til hendes alder.
“Pige A” blev sendt på opdragelsesanstalt i Tochigi præfektur.

### Analyse af ”Pige A”
Nyhedsmedierne reporterede at "Pige A" blev bagtalt på en hjemmeside, og at mordet måske var hendes hævn over Mitarai.
En politipsykolog fastslog at “Pige A” ikke var psykisk syg. Hun havde en fortid af voldelige episoder – fra at slå og sparke sine klassekammerater til en episode med en kniv en måned før mordet.
Der har været nogle spekulationer om at ”Pige A” lider af hikikomorisyndrom, men ingen læge har givet denne diagnose. ”Pige A” viste tegn på at trække tilbage fra sit sociale liv. Det indebar at hun stoppede aktiviteter i forskellige klubber. Hun forsatte med de fysiske aktiviteter, specielt basketball til kort før episoden.
Det ser ud til at “Pige A” var fascineret og påvirket af den mere voldelige del af internetkulturen. En analyse af sagen fastslår, at hun ”var en pige som var fascineret af urban legender, internetsubkulturer, som går så langt som til Ero guro (stammer fra det engelsk "erotic grotesque nonsense"). Fra hendes hjemmeside var der link til chok flash-film og bizarre ASCII-film, som ville kunne ryste selv en garvet internetkriger." Hendes hjemmeside viste hendes interesser, som blandt andet var fanfiction om hendes favoritfilm Battle Royale, og underlige ”opskrifter”(med navne som "Curse of the Purple Skull" and "Demonic Art"). En særlig stærk indflydelse var "Red Room" horror flash videoen, om hvilket hele hendes hjemmeside design var opbygget.

### Eftervirkning af “Pige A” episode
Mordet satte yderligere gang i en debat i Japan om alderen for kriminel ansvarlighed, som var lavet om fra 16 til 14 i 2000 på grund af Sakakibara morderne i Kobe i Hyōgo-præfekturet i 1997, og behøvede nu at blive ændret igen. Akio Mori Akio Mori udnyttede hende for at støtte han teori "Game Brain".